# Булгаково (Богородський міський округ)
Булга́ково (рос. Булгаково) — присілок у складі Богородського міського округу Московської області, Росія.

## Розташування
Присілок розташований на схід від міста Електроуглі поруч з Носовіхинським шосе. Найближча залізнична станція Електроуглі.

## Історія
В околицях присілка було знайдено декілька стоянок первісної людини. 22 червня 1954 року присілок був приєднаний до складу селища Електроуглі, яке 2 листопада 1956 року отримало статус міста. Заново утворений 2009 року.